# كيكو ماسودا
كيكو ماسودا (باليابانية: 増田恵子؛ بالكانا: ますだ けいこ) هي مغنية وممثلة يابانية، ولدت في 2 سبتمبر 1957 في أوي-كو في اليابان.

## وصلات خارجية
- الموقع الرسمي
- كيكو ماسودا على موقع IMDb (الإنجليزية)
- كيكو ماسودا على موقع ميوزك برينز (الإنجليزية)
- كيكو ماسودا على موقع ديسكوغز (الإنجليزية)
- كيكو ماسودا على موقع ديسكوغز (الإنجليزية)
- كيكو ماسودا على موقع قاعدة بيانات الفيلم (الإنجليزية)